# Syneta adamsi
Syneta adamsi — вид жуків з родини листоїдів, підродини сінетін.

## Поширення
Зустрічається в Китаї та Японії, на території Росії — в  Хабаровському краї, Сахалінської та Амурської областях, а також в Приморському краї і на Курильських островах.

## Опис
У довжину жук досягає 4-7 міліметрів. Епіплеври надкрила плоскі, з рядом точок у внутрішнього краю. Надкрила самки несуть довгий латеральний кіль. Вершина едаегуса мають короткий відросток.